# Louštín
Loustín är ett berg i Tjeckien.   Det ligger i regionen Mellersta Böhmen, i den nordvästra delen av landet, 50 km väster om huvudstaden Prag. Toppen på Loustín är 537 meter över havet.
Terrängen runt Loustín är huvudsakligen platt. Runt Loustín är det ganska tätbefolkat, med 58 invånare per kvadratkilometer. Närmaste större samhälle är Rakovník, 8,0 km sydväst om Loustín. Trakten runt Loustín består till största delen av jordbruksmark.